# Estadio Mestalla
Das Estadio Mestalla (Valencianisch: Estadi de Mestalla, deutsch Mestalla-Stadion), offiziell Mestalla, Camp del València, ist ein Fußballstadion in Valencia, Spanien. Es ist die Heimstätte des spanischen Erstligisten FC Valencia und mit einem Fassungsvermögen für 55.000 Zuschauer das größte Stadion der Stadt.

## Geschichte
Errichtet wurde das Estadio Mestalla 1923 nördlich des durch die Stadt fließenden Río Turia. Es wurde nach einem der Kanäle benannt, die die fruchtbaren Obstgärten in der näheren Umgebung von Valencia bewässerten und in den Turia mündeten. Mittlerweile heißt das Viertel, in dem das Stadion liegt auch Mestalla. Das Stadion wurde am 20. Mai 1923 mit einem Spiel gegen den Lokalrivalen UD Levante eingeweiht. Schon vier Jahre später begann man mit Ausbauarbeiten, um die ursprüngliche Kapazität von 17.000 auf 25.000 zu erhöhen, und 1931 stieg der FC Valencia in die Primera División auf.
Da Valencia die letzte Stadt war, die im Bürgerkrieg den Francoisten Widerstand bot und entsprechend lang umkämpft war, entstanden am Stadion größere Schäden und es überstand die Auseinandersetzungen schlecht. Später wurde es als Konzentrationslager und Schrottplatz genutzt. Was schließlich vom Stadion übrig geblieben war, waren die Grundmauern und eine beschädigte Tribüne.
Der Spielbetrieb im Mestalla wurde jedoch bald wieder aufgenommen, und 1941 gewann der FC Valencia seine erste Trophäe, den spanischen Pokal. Drei Meisterschaften und ein weiterer Pokal folgten, was der kompletten Renovierung des Stadions während der 1950er Jahre zugutekam. Es wurden eine Ost- und Westtribüne, letztere mit Oberrang gebaut, um 45.000 Fans Platz zu bieten.
1959 bekam das Stadion seine erste Flutlichtanlage und konnte von nun an auch Austragungsort internationaler Begegnungen werden. Die erste ausländische Mannschaft, die sich hier präsentierte, war Nottingham Forest.
1982 war das Stadion unter dem Namen „Luis Casanova“, der auf den damaligen Vereinspräsidenten zurückging, Spielort der Fußball-WM. Aus diesem Anlass wurde die Spielfläche abgesenkt, damit ein weiterer Oberrang hinzugebaut werden konnte. Der dritte, spitzwinkelige Rang, der der Stehtribüne eine Hufeisenform verleiht, folgte in den späten 1990ern. 1994 bekam das Stadion auf Wunsch des Präsidenten Casanova wieder seinen ursprünglichen Namen „Mestalla“ zurück.
In den 1980er und 1990er Jahren wurde der Turia trockengelegt und das ehemalige Flussbett in den Turia-Park umgestaltet. Dadurch wurde das Mestallaviertel stark aufgewertet.

## Geplanter Abriss
Der FC Valencia plant seit längerem das Estadio Mestalla durch einen Neubau im Nordwesten der Stadt zu ersetzen. Zur Finanzierung diese Neubaus soll das Gelände des alten Stadions verkauft und für Wohnbebauung nahe dem Turia-Park genutzt werden, in dem mittlerweile auch das moderne Wahrzeichen der Stadt, die Ciudad de las Artes y de las Ciencias (Stadt der Künste und der Wissenschaften) errichtet wurde. Am 28. Dezember 2004 erhielt der FC Valencia von den Behörden der Hafenstadt die Genehmigung, das Stadion abzureißen und das Gelände anderweitig zu bebauen.
Der Verkauf des Stadiongeländes konnte bislang (Stand August 2023) nicht realisiert werden, so dass weder der 2007 begonnene Neubau fertiggestellt, noch das Mestalla abgerissen wurde. Die Tage des Mestalla-Stadions sind somit prinzipiell gezählt, doch ist es bis auf Weiteres die Spielstätte des Vereins.

### Nachfolgestadion

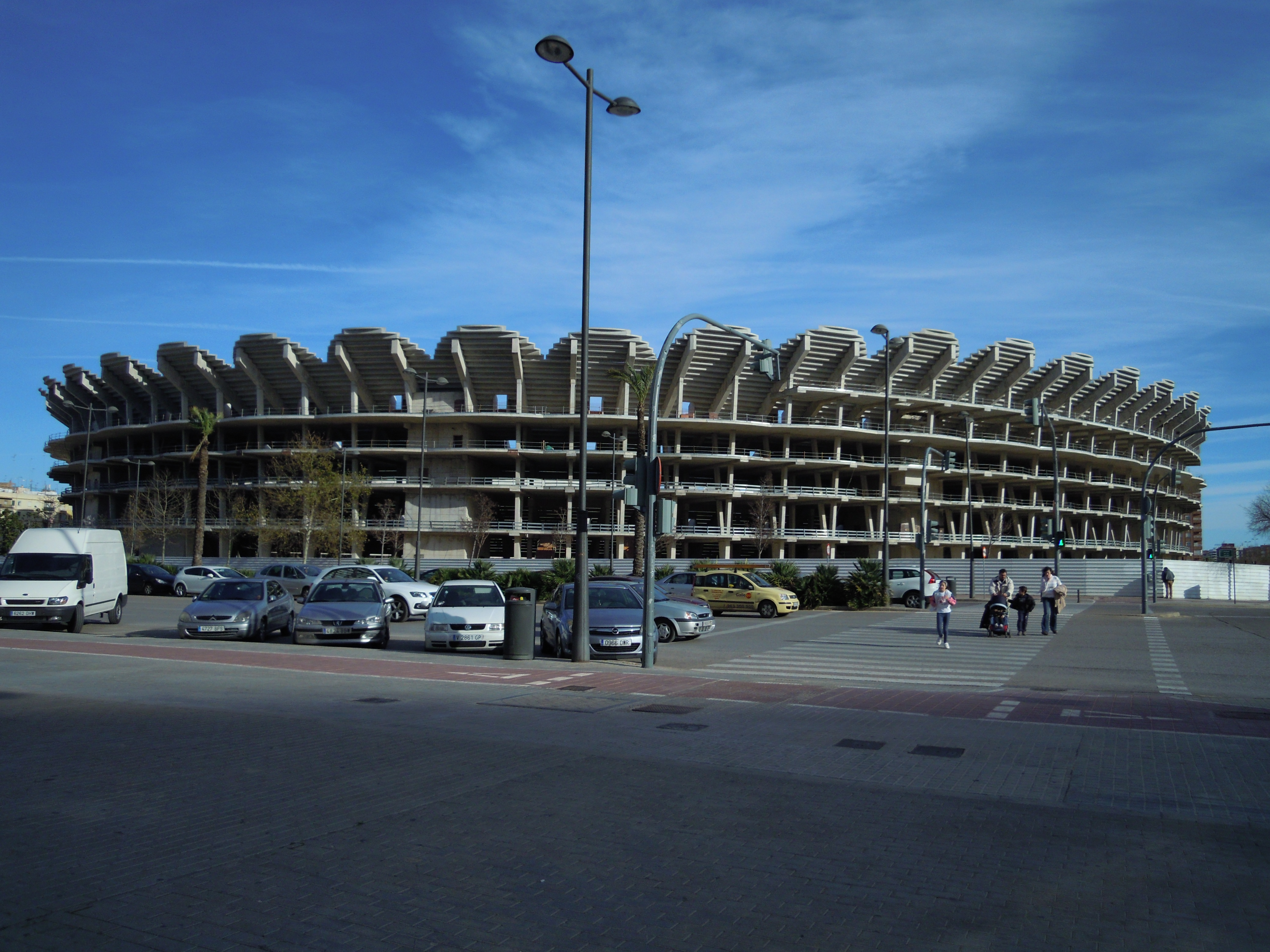
Die Baustelle des Nou Mestalla im Jahr 2013

Der Verein errichtet seit 2007 einen Stadionneubau Nou Mestalla. Für dessen Finanzierung war es zuerst geplant, das Gelände des alten Mestalla an die Stadt Valencia zu verkaufen. Der Verein hoffte, bis zu 320 Millionen Euro zu erlösen. Davon sollten 120 Millionen Euro zur Schuldentilgung verwendet, vom Rest der Stadionneubau mit rund 70.000 Sitzplätzen errichtet werden. Im Juni 2006 kündigte Präsident Juan Soler an, dass der Plan für das neue Stadion nun feststehe. Baubeginn war 2007, die Fertigstellung für August 2010 geplant. Aufgrund der Immobilienkrise konnte kein Käufer für das alte Stadiongelände gefunden werden und die Arbeiten am neuen Stadion mussten im Februar 2009 eingestellt werden.
Im Dezember 2011 sah es so aus, dass die spanische Sparkasse Bankia, die gleichzeitig Hauptgläubiger des Klubs ist, das Gelände übernimmt und im Gegenzug dem Club 250 Mio. Euro Schulden erlässt und einen weiteren Kredit über 110 Mio. Euro zur Verfügung stellt. Demnach wäre das neue Stadion bis Ende 2013 fertig gewesen. Dies realisierte sich aber nicht, und das Ende des Mestalla und der Umzug ins neue Stadions wurden zunächst auf den 100. Geburtstag des Vereins im Jahr 2019 verschoben, später auf Mai 2021. Ende Mai 2019 meinte der FC Valencia mit der Baugenossenschaft ADU Mediterráneo einen Käufer für das alte Mestalla gefunden zu haben. Ende März 2020 wurde jedoch bekannt, dass auch dieser Verkauf nicht zustande kam.
Zwar wurden die Pläne für das Nou Mestalla daraufhin verkleinert – es soll, auch angesichts des Zuschauerdurchschnitts von 25.000 bis 30.000, nun nur 49.000 Plätze und eine einfachere Fassade erhalten, doch steht der Bau bis auf Weiteres mangels finanzieller Mittel.

## Fans
Die als Ché (was im Valencianischen so viel heißt wie „Kollege“) bekannten Anhänger des FC Valencia gehören zu den fanatischsten Fans in Spanien. Da die Stehränge nahe an das Spielfeld heranreichen, fühlen sich die Gästeteams oft wie unter einer Belagerung. Die lautesten der Fans finden sich auf dem Oberrang El Gol Gran; ihr Schlachtruf lautet „Que bote Mestalla!“ (Lasst das Mestalla beben!). Eine weitere Gruppierung, die sogenannten Los Yumos, war die erste des Landes, die Choreographien einstudierte.
Den bekanntesten Fan Spaniens Manolo, den Trommler, findet man aber nicht mehr bei jedem Heimspiel der Valencianer im Stadion. Seit ihm der Verein 2001 keine Eintrittskarte für das Champions-League-Finale zukommen ließ, geht er nur noch zu den Spielen der Nationalmannschaft ins Stadion. Trotzdem ist er international so bekannt, dass sogar der Trommler aus Gladbach nach ihm benannt wurde. Manolo wird als Chaquetero (Wendehals) bezeichnet, da er angeblich einmal Fan von Real Saragossa gewesen sei, er selbst bestreitet dies. Vor dem Stadion gehört ihm die berühmte Bar El Bombo (‚die Trommel‘).

## Sonstiges
Neben den Heimspielen des FC Valencia finden im Mestalla-Stadion auch noch oft Spiele der spanischen Nationalmannschaft statt. Bei der WM 1982 bestritt Spanien seine Gruppenspiele hier, musste in der zweiten Runde jedoch nach Madrid übersiedeln, da dort die Stadien größer waren. 

Früher fanden auch oft Konzerte im Stadion statt, jedoch verzichtet man seit den 1990ern darauf.

## Details
- Verkehrsverbindungen:
  - Flughafen: Flughafen Valencia
  - U-Bahn-Station: Facultats (Linie 3) und Aragón (Linie 5)
  - Eisenbahnstation: Estació del Nord

## Galerie

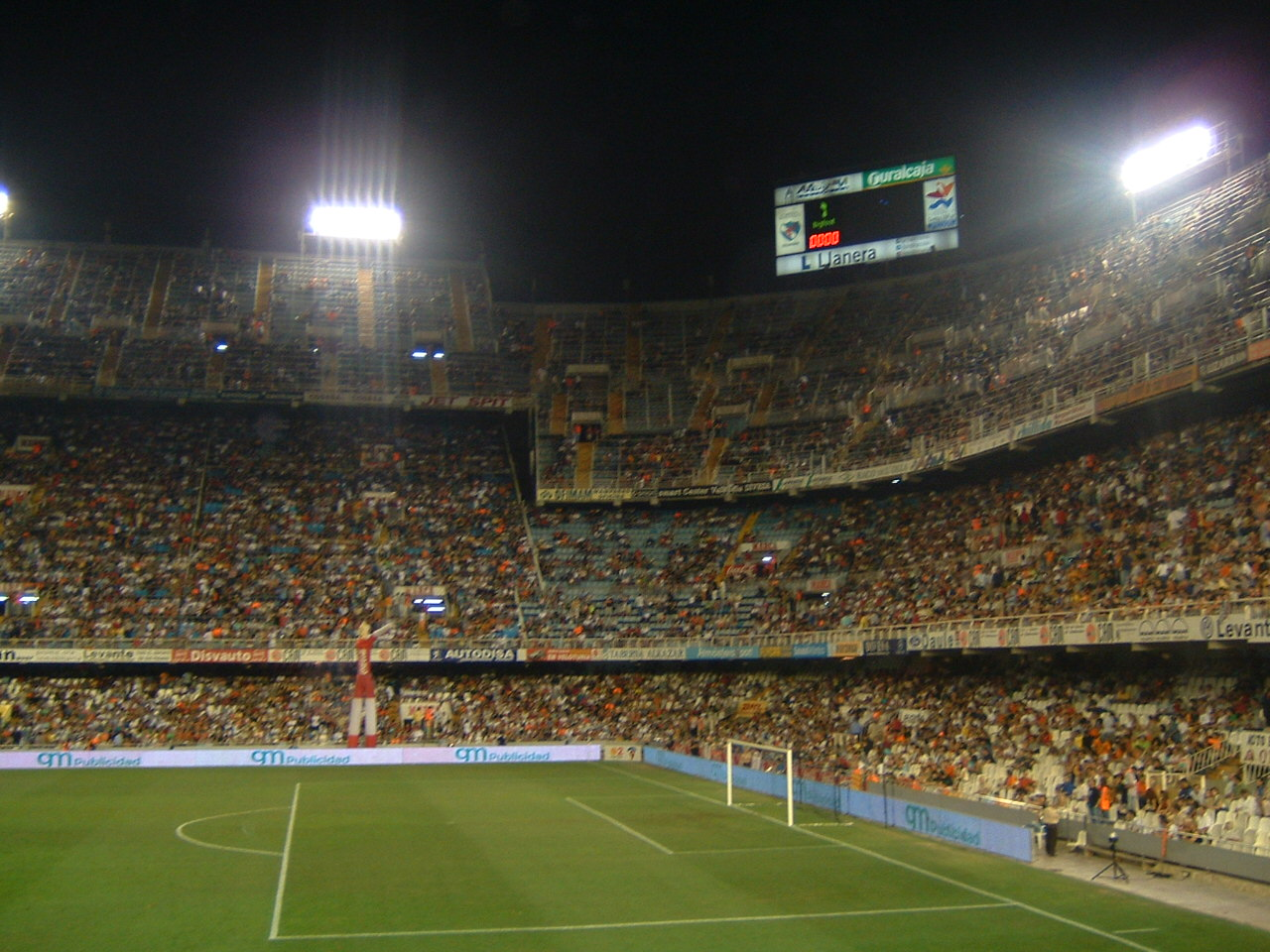
Das Mestalla im Jahr 2005
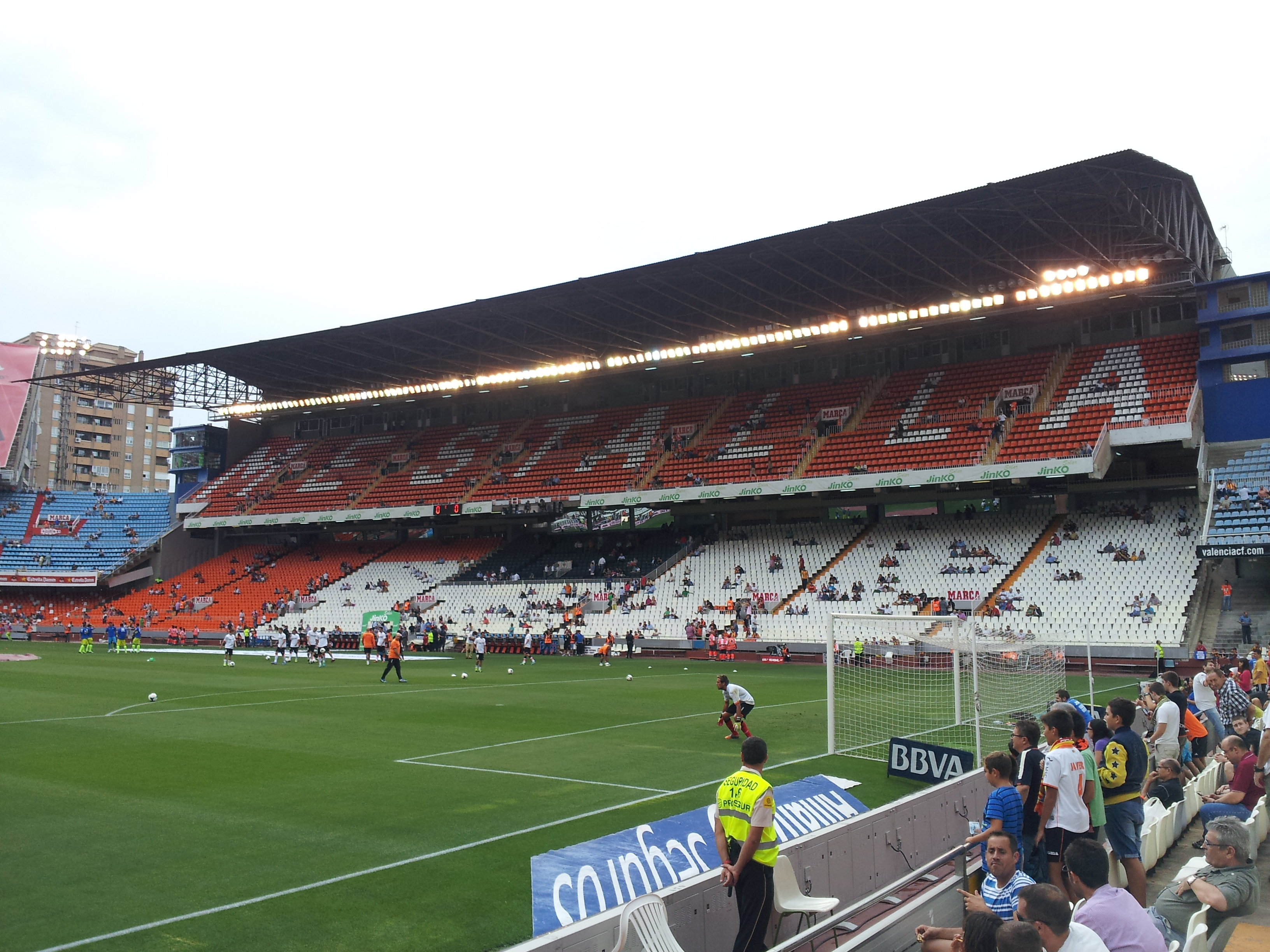
Die Haupttribüne (2013)
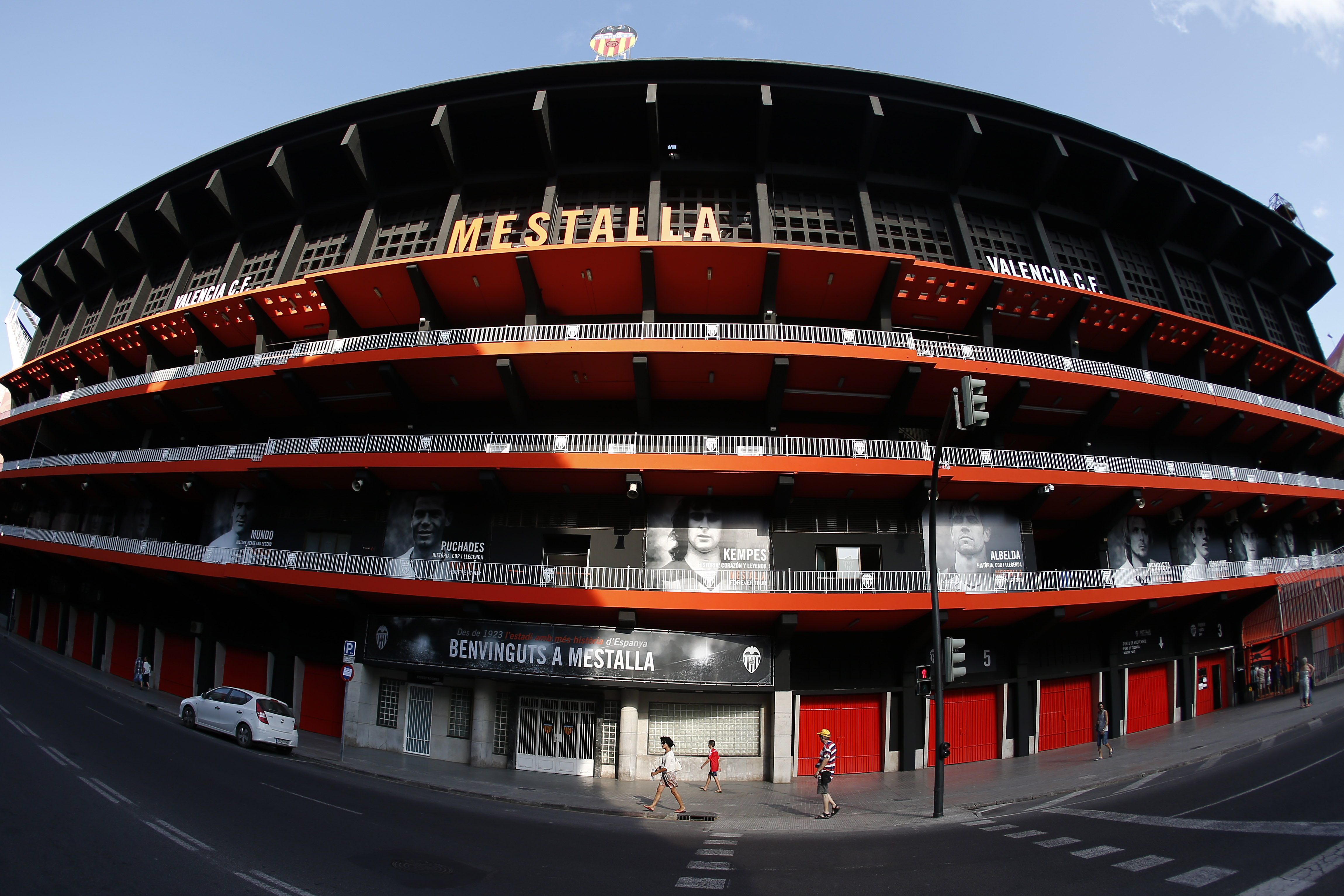
Fassade des Mestalla (2014)
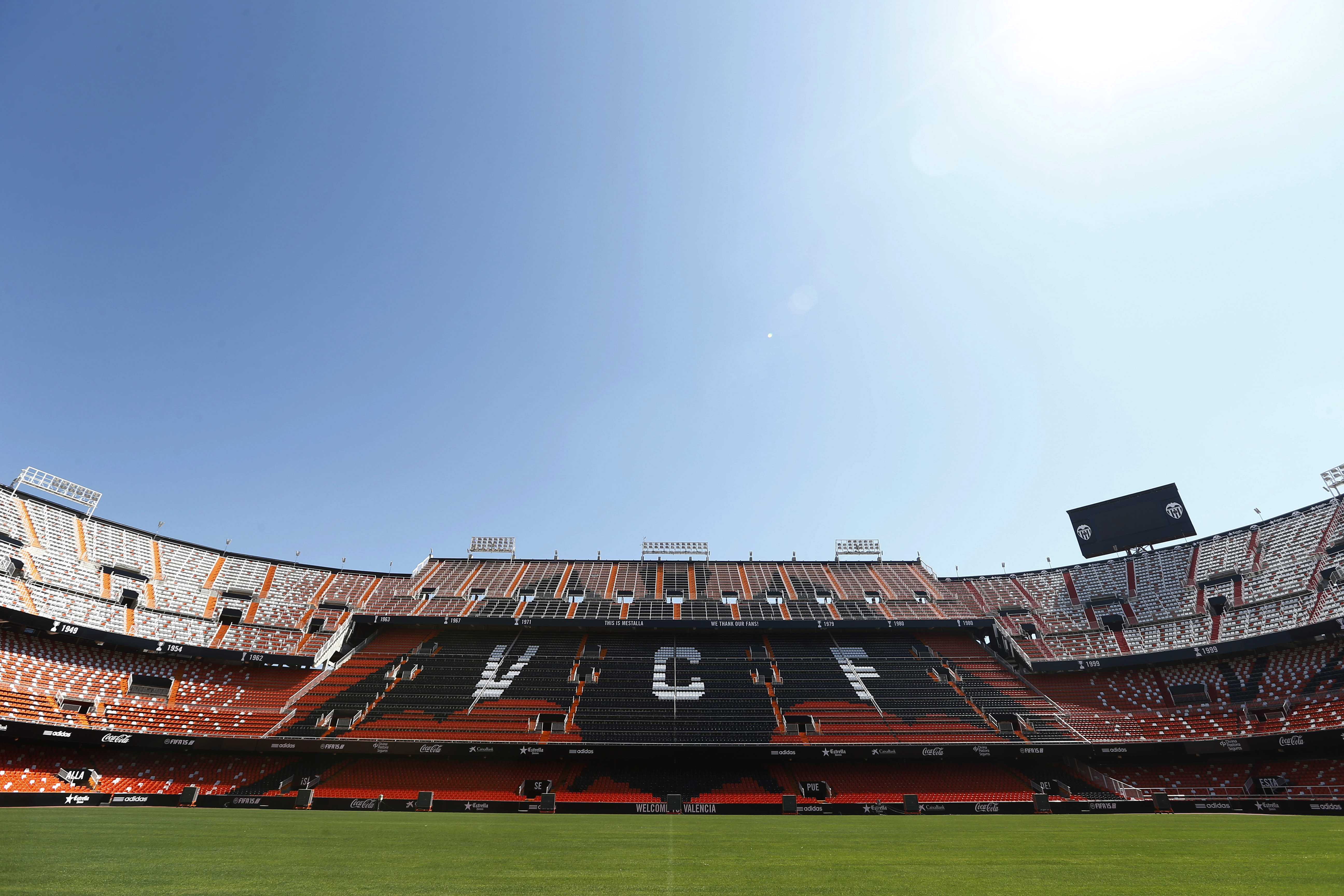
Die Gegentribüne Grada de la Mar (2014)